# Persone di nome Tommy
| Questa pagina contiene informazioni ricavate automaticamente dalle voci biografiche con l'ausilio del template Bio e di un bot. L'aggiornamento è periodico e automatico e ricostruisce completamente la pagina. Se manca una persona in questa lista, sei pregato di non aggiungerla, ma accertati piuttosto che la sua voce biografica contenga il template Bio e che i dati anagrafici siano correttamente compilati. Se il template Bio manca, inseriscilo tu stesso o, in alternativa, metti l'avviso {{tmp\|Bio}} che ne segnala la mancanza. Se i dati riportati sono sbagliati, correggi direttamente la voce biografica; le modifiche saranno visibili in questa lista entro pochi giorni. Per chiarimenti vedi il progetto antroponimi. La lista contiene solo le 159 persone che sono citate nell'enciclopedia e per le quali è stato implementato correttamente il template Bio. Pagina aggiornata al 6 ago 2025. |

Questa è una lista di persone presenti nell'enciclopedia che hanno il nome Tommy, suddivise per attività principale.

## Allenatori di calcio(13)
- Tommy Bergersen, allenatore di calcio e ex calciatore norvegese (Mo i Rana, n. 1972)
- Tommy Berntsen, allenatore di calcio e ex calciatore norvegese (Lørenskog, n. 1973)
- Tommy Cummings, allenatore di calcio e calciatore inglese (Sunderland, n. 1928 - † 2009)
- Tommy Knarvik, allenatore di calcio e ex calciatore norvegese (Bergen, n. 1979)
- Tommy McConville, allenatore di calcio e calciatore irlandese (Dundalk, n. 1946 - † 2013)
- Tommy McIntyre, allenatore di calcio e ex calciatore scozzese (Bellshill, n. 1963)
- Tommy McMillan, allenatore di calcio e ex calciatore scozzese (Paisley, n. 1944)
- Tommy Söderberg, allenatore di calcio svedese (Stoccolma, n. 1948)
- Tommy Stroot, allenatore di calcio tedesco (Nordhorn, n. 1988)
- Tommy Svindal Larsen, allenatore di calcio e ex calciatore norvegese (Skien, n. 1973)
- Tommy Tynan, allenatore di calcio e ex calciatore inglese (Liverpool, n. 1955)
- Tommy Warchol, allenatore di calcio e ex calciatore norvegese (Askim, n. 1955)
- Tommy Widdrington, allenatore di calcio e ex calciatore inglese (Newcastle upon Tyne, n. 1971)

## Allenatori di pallacanestro(1)
- Tommy Lloyd, allenatore di pallacanestro statunitense (Kelso, n. 1974)

## Allenatori di pallavolo(1)
- Tommy Ferrari, allenatore di pallavolo italiano (Aosta, n. 1970)

## Allenatori di tennis(1)
- Tommy Robredo, allenatore di tennis e ex tennista spagnolo (Hostalric, n. 1982)

## Alpinisti(1)
- Tommy Caldwell, alpinista e arrampicatore statunitense (Estes Park, n. 1978)

## Arbitri di calcio(1)
- Tommy Skjerven, arbitro di calcio norvegese (Kaupanger, n. 1967)

## Attori(14)
- Thommy Berggren, attore svedese (Mölndal, n. 1937)
- Tommy Conlon, attore statunitense (Filadelfia, n. 1917 - Huntington Beach, † 2000)
- Tommy Cook, attore statunitense (Duluth, n. 1930)
- Tommy Hollis, attore cinematografico statunitense (Jacksonville, n. 1954 - New York, † 2001)
- Tommy Ivo, attore e pilota automobilistico statunitense (Denver, n. 1936)
- Tommy Lee Jones, attore e regista statunitense (San Saba, n. 1946)
- Tommy Kenter, attore e doppiatore danese (Copenaghen, n. 1950)
- Tommy Kirk, attore statunitense (Louisville, n. 1941 - Las Vegas, † 2021)
- Tommy Lister, attore e wrestler statunitense (Pine Bluff, n. 1958 - Marina del Rey, † 2020)
- Tommy Noonan, attore statunitense (Bellingham, n. 1921 - Woodland Hills, † 1968)
- Tommy Petersen, attore statunitense
- Tommy Rettig, attore, informatico e programmatore statunitense (New York, n. 1941 - Marina del Rey, † 1996)
- Tommy Savas, attore statunitense (New York, n. 1984)
- Tommy Swerdlow, attore e sceneggiatore statunitense (n. 1962)

## Attori pornografici(3)
- Tommy Gunn, attore pornografico statunitense (Cherry Hill, n. 1967)
- Tommy Hansen, attore pornografico ceco (Havířov, n. 1982)
- Tommy Pistol, attore pornografico e regista statunitense (Queens, n. 1976)

## Bassisti(1)
- Tommy Shannon, bassista statunitense (Tucson, n. 1946)

## Batteristi(3)
- Tommy Aldridge, batterista statunitense (Jackson, n. 1950)
- Tommy Clufetos, batterista statunitense (Detroit, n. 1979)
- Tommy Portimo, batterista finlandese (Kemi, n. 1981)

## Bobbisti(1)
- Tommy Herzog, ex bobbista svizzero (n. 1977)

## Calciatori(46)
- Tommy Andersson, ex calciatore svedese (n. 1950)
- Tommy Baldwin, calciatore inglese (Gateshead, n. 1945 - Londra, † 2024)
- Tommy Bechmann, ex calciatore danese (Aarhus, n. 1981)
- Tommy Booth, ex calciatore e allenatore di calcio britannico (Middleton, n. 1949)
- Tommy Callaghan, calciatore scozzese (Cowdenbeath, n. 1945 - Glasgow, † 2024)
- Tommy Cassidy, calciatore e allenatore di calcio nordirlandese (Belfast, n. 1950 - Belfast, † 2024)
- Tommy Chamba, calciatore ecuadoriano (Machala, n. 2004)
- Tommy Cheadle, calciatore inglese (Stoke-on-Trent, n. 1919 - Bucknall, † 1993)
- Tommy Conway, calciatore scozzese (Taunton, n. 2002)
- Tommy Docherty, calciatore e allenatore di calcio scozzese (Glasgow, n. 1928 - Marple, † 2020)
- Tommy Edvardsen, ex calciatore norvegese (Oslo, n. 1984)
- Tommy Eide Møster, calciatore norvegese (Molde, n. 1983)
- Tommy Elphick, ex calciatore inglese (Brighton, n. 1987)
- Tommy Finney, ex calciatore nordirlandese (Belfast, n. 1952)
- Tommy Hansson, ex calciatore svedese (Malmö, n. 1956)
- Tommy Høiland, ex calciatore norvegese (Stavanger, n. 1989)
- Tommy Holmgren, ex calciatore svedese (Palohournas, n. 1959)
- Tommy Iva, calciatore malgascio (Saint-Malo, n. 2000)
- Tommy Jönsson, ex calciatore svedese (Malmö, n. 1976)
- Tommy Kelly, ex calciatore irlandese (Dublino)
- Tommy Langley, ex calciatore inglese (Londra, n. 1958)
- Tommy Law, calciatore scozzese (Glasgow, n. 1908 - † 1976)
- Tommy Lycén, ex calciatore svedese (Rångedala, n. 1981)
- Tommy Magee, calciatore inglese (Widnes, n. 1899 - † 1974)
- Tommy Maistrello, calciatore italiano (Correggio, n. 1993)
- Tommy Naurin, ex calciatore svedese (Göteborg, n. 1984)
- Tommy O'Hara, calciatore scozzese (Bellshill, n. 1952 - Kingskettle, † 2016)
- Tommy Ord, calciatore inglese (Londra, n. 1952 - Newcastle upon Tyne, † 2020)
- Tommy Øren, calciatore norvegese (Årdalstangen, n. 1980)
- Tommy Runar, calciatore norvegese (Grimstad, n. 1985)
- Tommy Sale, calciatore inglese (Stoke-on-Trent, n. 1910 - Stafford, † 1990)
- Tommy Semmy, calciatore papuano (n. 1994)
- Tommy Smart, calciatore inglese (Londra, n. 1896 - Warley, † 1968)
- Tommy Smith, calciatore inglese (Liverpool, n. 1945 - Liverpool, † 2019)
- Tommy Smith, ex calciatore inglese (Hemel Hempstead, n. 1980)
- Tommy Smith, ex calciatore inglese (Warrington, n. 1992)
- Tommy Spurr, ex calciatore inglese (Leeds, n. 1987)
- Tommy St. Jago, calciatore olandese (Utrecht, n. 2000)
- Tommy Stenersen, ex calciatore norvegese (Bodø, n. 1976)
- Tommy Sylte, ex calciatore norvegese (Volda, n. 1971)
- Tommy Thelin, ex calciatore svedese (Jönköping, n. 1983)
- Tommy Thompson, calciatore inglese (Fencehouses, n. 1928 - † 2015)
- Tommy Tobar, calciatore colombiano (n. 1986)
- Tommy Troelsen, calciatore e conduttore televisivo danese (Nykøbing Mors, n. 1940 - † 2021)
- Tommy Veitch, calciatore scozzese (Edimburgo, n. 1949 - Clydebank, † 1987)
- Tommy Walker, calciatore scozzese (n. 1903)

## Cantanti(3)
- Tommy Cash, cantante e chitarrista statunitense (Dyess, n. 1940 - Los Angeles, † 2024)
- Tommy Karevik, cantante svedese (Botkyrka, n. 1981)
- Tommy Richman, cantante statunitense (Woodbridge, n. 2000)

## Cantautori(3)
- Thomas Giles, cantautore, tastierista e polistrumentista statunitense (Morganton, n. 1980)
- Tommy Keene, cantautore statunitense (Evanston, n. 1958 - † 2017)
- Tommy Seebach, cantautore danese (Copenaghen, n. 1949 - Klampenborg, † 2003)

## Cestisti(4)
- Tom Boswell, ex cestista statunitense (Montgomery, n. 1953)
- Tommy Kuhse, cestista statunitense (Mesa, n. 1998)
- Tommy Mason-Griffin, ex cestista statunitense (Houston, n. 1990)
- Tommy Smith, ex cestista statunitense (Phoenix, n. 1980)

## Chitarristi(5)
- Tommy Bolin, chitarrista statunitense (Sioux City, n. 1951 - Miami, † 1976)
- Tommy Henriksen, chitarrista statunitense (Port Jefferson Station, n. 1964)
- Tommy McClendon, chitarrista e violinista giapponese (Yokohama, n. 1961)
- Tommy Shaw, chitarrista e cantante statunitense (Montgomery, n. 1953)
- Tommy Thayer, chitarrista statunitense (Portland, n. 1960)

## Compositori(1)
- Tommy Peoples, compositore e violinista irlandese (St. Johnston, n. 1948 - † 2018)

## Danzatori(2)
- Tommy Abbott, ballerino, coreografo e attore statunitense (Waco, n. 1934 - New York, † 1987)
- Tommy Wonder, ballerino, attore e coreografo statunitense (n. 1914 - New York, † 1993)

## Disc jockey(1)
- Tommy Defendi, disc jockey, ex attore pornografico e modello statunitense (Chicago, n. 1989)

## Generali(1)
- Tommy Ray Franks, generale statunitense (Wynnewood, n. 1945)

## Giocatori di badminton(1)
- Tommy Sugiarto, giocatore di badminton indonesiano (Giacarta, n. 1988)

## Giocatori di football americano(14)
- Tommy Bohanon, giocatore di football americano statunitense (Cape Coral, n. 1990)
- Tommy Connors, ex giocatore di football americano e allenatore di football americano statunitense (Marrero)
- Tommy Crutcher, giocatore di football americano statunitense (McKinney, n. 1941 - Port Isabel, † 2002)
- Tommy Doyle, giocatore di football americano statunitense (Edina, n. 1998)
- Tommy Eichenberg, giocatore di football americano statunitense (Cleveland, n. 2001)
- Tommy Kaczocha, giocatore di football americano statunitense (Oak Ridge)
- Tommy Kane, ex giocatore di football americano canadese (Montreal, n. 1964)
- Tommy Kelly, giocatore di football americano statunitense (Jackson, n. 1980)
- Tommy Maxwell, ex giocatore di football americano statunitense (Houston, n. 1947)
- Tommy Mellott, giocatore di football americano statunitense (Butte, n. 2001)
- Tommy Streeter, giocatore di football americano statunitense (Miami, n. 1988)
- Tommy Sweeney, giocatore di football americano statunitense (Ramsey, n. 1995)
- Tommy Togiai, giocatore di football americano statunitense (Blackfoot, n. 1999)
- Tommy Tremble, giocatore di football americano statunitense (Johns Creek, n. 2000)

## Hockeisti su ghiaccio(2)
- Tommy Salo, ex hockeista su ghiaccio svedese (Surahammar, n. 1971)
- Tommy Sjödin, ex hockeista su ghiaccio svedese (Sundsvall, n. 1965)

## Illusionisti(1)
- Tommy Wonder, illusionista olandese (n. 1953 - † 2006)

## Judoka(1)
- Tommy Macias, judoka svedese (Boo, n. 1993)

## Musicisti(2)
- Tommy Allsup, musicista e chitarrista statunitense (Owasso, n. 1931 - Springfield, † 2017)
- Tommy Guerrero, musicista e skater statunitense (San Francisco, n. 1966)

## Nuotatori(2)
- Tommy Janton, nuotatore statunitense (Kennett Square, n. 2004)
- Tommy Werner, ex nuotatore svedese (Karlskrona, n. 1966)

## Piloti automobilistici(2)
- Tommy Milner, pilota automobilistico statunitense (Washington, n. 1986)
- Tommy Rustad, pilota automobilistico norvegese (Oslo, n. 1968)

## Piloti motociclistici(3)
- Tommy Hill, pilota motociclistico britannico (Beckenham, n. 1985)
- Tommy Robb, pilota motociclistico britannico (Belfast, n. 1934 - † 2024)
- Tommy Wood, pilota motociclistico britannico (n. 1912 - Isola di Wight, † 2003)

## Polistrumentisti(1)
- Tommy Johansson, polistrumentista, cantante e produttore discografico svedese (Boden, n. 1987)

## Politici(2)
- Tommy Douglas, politico canadese (Falkirk, n. 1904 - Ottawa, † 1986)
- Tommy Thompson, politico statunitense (Elroy, n. 1941)

## Produttori discografici(1)
- Tommy LiPuma, produttore discografico statunitense (Cleveland, n. 1936 - New York, † 2017)

## Produttori televisivi(1)
- Tommy Thompson, produttore televisivo e sceneggiatore statunitense (Palm Beach, n. 1957)

## Pugili(3)
- Tommy Burns, pugile canadese (Hanover, n. 1881 - Vancouver, † 1955)
- Tommy McCarthy, pugile britannico (Belfast, n. 1990)
- Tommy Ryan, pugile statunitense (Redwood, n. 1870 - Phoenix, † 1948)

## Registi(4)
- Tommy O'Haver, regista e sceneggiatore statunitense (Indianapolis, n. 1968)
- Tommy Lee Wallace, regista, sceneggiatore e scenografo statunitense (Somerset, n. 1949)
- Tommy Weber, regista francese (Parigi, n. 1983)
- Tommy Wirkola, regista e sceneggiatore norvegese (Alta, n. 1979)

## Saltatori con gli sci(1)
- Tommy Ingebrigtsen, ex saltatore con gli sci norvegese (Trondheim, n. 1977)

## Sassofonisti(1)
- Tommy McCook, sassofonista giamaicano (L'Avana, n. 1927 - Atlanta, † 1998)

## Sciatori alpini(1)
- Tommy Ford, sciatore alpino statunitense (Bend, n. 1989)

## Scrittori(3)
- Tommy Dibari, scrittore, psicologo e autore televisivo italiano (Barletta, n. 1974)
- Tommy Orange, scrittore statunitense (Oakland, n. 1982)
- Tommy Wieringa, scrittore olandese (Goor, n. 1967)

## Taekwondoka(1)
- Tommy Mollet, taekwondoka olandese (Tilburg, n. 1979)

## Tastieristi(4)
- Tommy Eyre, tastierista britannico (Sheffield, n. 1949 - Los Angeles, † 2001)
- Tommy Mandel, tastierista statunitense (New York, n. 1949)
- Tommy Mars, tastierista statunitense (Waterbury, n. 1951)
- Tommy Zvoncheck, tastierista statunitense (New York, n. 1954)

## Tennisti(2)
- Tommy Ho, ex tennista statunitense (Winter Haven, n. 1973)
- Tommy Paul, tennista statunitense (Voorhees, n. 1997)